# دون ليفين
دون ليفين (بالإنجليزية: Don Lewin)‏ هو شخصية أعمال بريطاني، ولد في 1933.